# Johann Friedrich Stapel
Johann Friedrich Stapel, auch Stapell (* in Schönberg (Mecklenburg); † 1678 in Mölln) war ein deutscher evangelisch-lutherischer Geistlicher und Autor von Erbauungsschriften.

## Leben
Johann Friedrich Stapel war vermutlich ein Sohn des Amtmanns auf Stove Daniel Stapel (1600–1657). Er studierte ab September 1647 Evangelische Theologie an der Universität Rostock. 1653 immatrikulierte er sich an der Universität Jena, war 1654 Respondent verschiedener Disputationen unter dem Vorsitz von Caspar Posner und Johann Frischmuth (Orientalist) und wurde hier wohl 1654/1655 Magister. 1655 war er Dozent an der Universität Wittenberg.
1657 wurde er Diakon (2. Pastor) und 1668 Pastor an St. Nicolai in Mölln.
Er erhielt ein kleines Epitaph in der Kirche, das sein Bildnis zwischen zwei gewundenen Säulen zeigt, 1832 über dem Offizierstuhl hing und heute in der Turmhalle rechts neben dem Eingang zum Kirchenschiff angebracht ist.

## Werke
- Positionum Philosophicarum Fasciculus. Jena: Freyschmid 1654
- De Actu Entitativo Ac Formali Disputatatio Philosophica, Utrum Materia prima omnem quem habet actum, a forma habeat? Jena: Freyschmid 1654
- (mit Michael Christian Tieroff) [...] Sive Statuam Salis Genes. XIX. 26. & Scyphum Josephi Genes. XLIV. 5. Discursu Philologico. Jena: Nisius 1654
- Samson Ainigmatistēs Sive De Aenigmate Samsonis Disputatio Philologica. Jena: Freyschmid 1654
- Disputatio Philologica De Calceamentis Judaeorum : ad illustrandum locum Matth. X. 10. Marc. VI. 9. Et nonnullos alios. Wittenberg: Hake 1655
- Musaiu Ta Kath' Ērō kai Leandron = Musaei De Hero & Leandro / Poema Graecum elegantissimum, meloiris intellectus, & uberioris explicationis gratia Carmine Latino Heroico expositum. Jena: Nisius 1655
- Disputatio Philologica Prima exhibens Philologēmata Ad Com. 16.17. Cap. III.II. ad Tim. ... Wittenberg: Hake 1655
- Disputatio Ethica De Appetitus & Studii Mediocrium Honorum Moderatrice Modestia. Wittenberg: Röhner 1656
- Disputatio Politica De Consensu Personarum Contrahentium, Tanquam Causa Efficiente proxima Coniugii. Wittenberg: Hake 1656
- Disputatio Theologica De Carne Christi Nostrae Omousia, Variis variorum Haereticorum argutiis opposita. Wittenberg: Hake 1656
- Disputatio Theologica De Visibili Spiritus Sancti In Festo Pentecostes Effusione / Quam ex Loco Classico Actor. 2.1. seqq. & Parallelo Joh. 16.5. seqq. Thematice delineatam. Wittenberg: Hake 1656
- Mnēmosynon Vitae Aeternae, Stetiges Memorial und Denck-Mahl des Ewigen Lebens : Allen Himmelssähnenden un[d] begierigen Hertzen zur Erweckung Christlicher Andacht vorgestellet. Lübeck: Wettstein 1663
- Tulipanen Geheimnüß/ Oder Geistliche Betrachtung der unbegreifflich schönen Blumen/ der Gärten Sinnenbilder/ der Tulipen : Allen Blumen Liebhabern und eiffrigen Betrachtern der Wundergeschöpffe Gottes/ zur Erweckung Christlicher Andacht vorgestellet. Lübeck: Wettstein 1663 (Digitalisat)
- Septem Folia Semper Virentia Vitis Nostrae Christi, Sieben Allezeit grünende Blätter So der Geistliche Weinstock Christus Jesus/ als er an den Pfal des Creutzes gebunden war/ von sich hat entspriessen lassen ... Das ist/ Heptalogus Christi Die sieben Holdselige Worte Christi Am Creutze gesprochen : In der Form und Gestalt eines wohlaußgewachsenen natürlichen Weinblats verglichen/ und in sieben Predigten erkläret. Wittenberg: Hartmann 1675